# Vùng đô thị Liverpool
Vùng đô thị Liverpool (tiếng Anh: Liverpool Urban Area) là thuật ngữ mà Cơ quan Thống kê Quốc gia của Anh dùng để gọi khu vực đô thị mà Liverpool là đô thị lõi và các đô thị lân cận là đô thị vệ tinh.
Theo Cơ quan nói trên, Vùng đô thị Liverpool gồm các thành phố với dân số như sau:
| Thành phố        | Dân số (2001) | Dân số (1991). |
| ---------------- | ------------- | -------------- |
| Liverpool        | 469.017       | 481.786        |
| Bootle           | 59.123        | 65.454         |
| Crosby           | 51.789        | 52.869         |
| Haydock          | 16.955        | 16.705         |
| Huyton-with-Roby | 54.766        | 56.500         |
| Litherland       | 22.242        | 20.905         |
| Prescot          | 39.695        | 37.486         |
| St Helens        | 102.629       | 106.293        |
| Tổng cộng        | 816.216       | 837.998        |